# Tổng cục Chính trị Quân đội Nhân dân Triều Tiên
Tổng cục Chính trị (TCCT) là một bộ phận của Bộ Quốc phòng được giới lãnh đạo chính phủ Bắc Triều Tiên sử dụng nhằm nắm quyền kiểm soát chính trị đối với Quân đội Nhân dân Triều Tiên (QĐNDTT). TCCT hoạt động dưới sự chỉ đạo của Ủy ban Quân sự Trung ương Đảng Lao động Triều Tiên. TCCT kiểm soát các đơn vị của QĐNDTT ở mọi cấp bậc xuống đến cấp đại đội. TCCT chủ yếu thực hiện quyền kiểm soát thông qua các hoạt động tuyên truyền, giáo dục và văn hóa. Dưới sự chỉ đạo của Ủy ban Quốc vụ Bắc Triều Tiên, TCCT cũng kiểm soát cả hoạt động chuyển quân.
Tính đến tháng 1 năm 2023, Tổng cục trưởng Tổng cục Chính trị là Jong Kyong-thaek, người kế nhiệm Kwon Yong-jin.

## Lịch sử
Đặc biệt dưới thời Songun (quân đội trước tiên) của Kim Jong-il, TCCT vẫn tương đối độc lập và không thay đổi trong suốt nhiều thập kỷ. Trong Đại hội Đại biểu Đảng Lao động Triều Tiên lần thứ III được tổ chức vào năm 2010, TCCT được trao địa vị ngang bằng với Ủy ban Trung ương Đảng Lao động Triều Tiên. Trong thời gian này, cơ quan này được gọi là bộ chính trị nội bộ của QĐNDTT.
Tuy vậy, ảnh hưởng của TCCT dần suy giảm dưới thời Kim Jong-un; sau Đại hội Đảng Lao động Triều Tiên lần thứ VII được tổ chức vào năm 2021, đảng đã giành lại đủ quyền lực để gây ảnh hưởng đến TCCT. Do đó, vào năm 2017, Ủy ban Trung ương Đảng bèn ra lệnh tiến hành thanh tra TCCT, lần đầu tiên trong vòng 20 năm. Đợt thanh tra lần này do Choe Ryong-hae thực hiện. Tổng cục trưởng Hwang Pyong-so bị trừng phạt và cách chức Ủy viên Thường trực. Đại hội Đảng Lao động Triều Tiên lần thứ VIII được tổ chức vào năm 2021 cũng giám sát việc hạ cấp TCCT, không còn ngang hàng với Ủy ban Trung ương nữa. Một số chức năng của TCCT cũng được chuyển giao cho Ban Lãnh đạo Quân chính mới thành lập của Ủy ban Trung ương Đảng Lao động Triều Tiên.

## Tổng cục trưởng
- O Chin-u (1979 – 1995)
- Jo Myong-rok (1995 – 2010)
- Choe Ryong-hae (12 tháng 4 năm 2012 – 26 tháng 4 năm 2014)
- Hwang Pyong-so (26 tháng 4 năm 2014 – 9 tháng 2 năm 2018)
- Kim Jong-gak (2018)
- Kim Su-gil (Tháng 5 năm 2018 – Tháng 1 năm 2021)
- Kwon Yong-jin (2021 – 2022)
- Jong Kyong-thaek (2022 – đương nhiệm)

## Ảnh hưởng văn hóa
- Tổng cục Chính trị xuất hiện trong bộ phim truyện truyền hình Hàn Quốc Báo động khẩn, tình yêu hạ cánh, với nhân vật chính Ri Jeong-hyeok nắm giữ quyền hành trong Quân đội Nhân dân Triều Tiên vì cha anh là Tổng cục trưởng Tổng cục Chính trị.

### Trích dẫn
- Minnich, James M. (2008). "National Security". Trong Worden, Robert L. (biên tập). North Korea: A Country Study . Washington: Government Printing Office. tr. 237–282. ISBN 978-0-16-088278-4. LCCN 2008028547.